# Dilvish Przeklęty
Dilvish Przeklęty (tyt. oryg. Dilvish, the Damned) – zbiór opowiadań Rogera Zelazny’ego, których głównym bohaterem jest Dilvish i towarzyszący mu demoniczny stalowy rumak Black. Niejako kontynuacją przygód Dilvisha jest wydana rok wcześniej powieść Kraina Przemian.
Oryginalnie książkę wydało w USA wydawnictwo Del Rey w 1982 roku (ISBN 0-345-30625-2). W Polsce książkę wydał najpierw Rebis w 1991 roku (ISBN 83-85202-10-2). Następne wydanie, w tłumaczeniu Joanny Wołyńskiej, ukazało się w 2003 roku nakładem wydawnictwa ISA (ISBN 83-88916-53-X).

## Fabuła
Dilvish po przypadkowej walce z Jelerakiem trafia do piekła, z którego po dwóch wiekach tortur udaje mu się uwolnić. Wraz z magicznym stalowym koniem, zwanym Black (w innym tłumaczeniu - Kary), poszukują Jeleraka.